# Зігнутий будинок
«Зігнутий будинок» (англ. Crooked House) — детективний роман англійської письменниці Агати Крісті. Написаний у 1949 році. Екранізований у Великій Британії 2017 року.

## Сюжет
У Єгипті Чарльз Гейворд знайомиться із Софією Леонідіс, онукою багатого олігарха Аристіда Леонідіса. Пройшло 2 роки. Чарльз і Софія знову зустрічаються. Софія повідомляє своєму знайомому, про те, що її дідусь був отруєний езерином. Чарльз береться розслідувати цю важку справу…

## Діючі особи
- Інспектор Тавенер — розслідує справу.
- Чарльз Гейворд — бізнесмен, допомагає розслідувати справу інспекторові Тавенеру.
- Софія Леонідіс — внучка вбитого, дочка Пилипа Леонідіса.
- Едіт Де Гевіленд — своячка вбитого.
- Бренда Леонідіс — удова вбитого. Головна підозрювана.
- Пилип Леонідіс — син вбитого.
- Магда Леонідіс (Вест) — акторка, дружина Пилипа.
- Роджер Леонідіс — другий син вбитого.
- Клеменсі Леонідіс — дружина Роджера.
- Джозефіна Леонідіс — онука вбитого, дочка Пилипа.
- Юстас Леонідіс — онук вбитого, син Пилипа.
- Лоренс Браун — учитель Джозефіни і Юстаса, коханець Бренді Леонідіс.

## Екранізація
Уперше роман було екранізовано в 2017 році у Великій Британії під тією ж назвою (в українських джерелах фігурує також як «Кривий будиночок»). Кіноадаптацію здійснено близько до тексту Аґати Крісті, хоча дію перенесено на кінець 1950-х років. Режисер-постановник: Жиль Паке-Бреннер (Франція). У ролях: Макс Айронс, Стефані Мартіні, Ґленн Клоуз, Джилліан Андерсон та ін.